# カザカンディテッラ
カザカンディテッラ（イタリア語: Casacanditella）は、イタリア共和国アブルッツォ州キエーティ県にある、人口約1,300人の基礎自治体（コムーネ）。

## 地理

### 位置・広がり

#### 隣接コムーネ
隣接するコムーネは以下の通り。
- ブッキアーニコ
- ファーラ・フィリオールム・ペトリ
- フィレット
- サン・マルティーノ・スッラ・マッルチーナ
- ヴァクリ